# Do not stand at my grave and weep
Do not stand at my grave and weep（直訳：私のお墓で佇み泣かないで）は、近親者の死、追悼、喪の機会に読み継がれて来た有名な詩。原題はなく、便宜上最初の行を借りて "Do not stand at my grave and weep" として知られる。日本では、第3行目 "I am a thousand winds that blow" から借りて名づけられた「千の風になって」として、新井満による日本語訳詩や、「千の風」としての塩谷靖子による日本語訳などが広く知られる。

## 背景
この詩の起源に関してはいくつかの説があるが、1932年、ボルティモアの主婦メアリー・フライ(Mary Elizabeth Frye)が書いた最初の詩とする説が有力である。同居していた友人であるマーガレット・シュワルツコップ（Margaret Schwarzkopf、ドイツ系ユダヤ人少女）の母（ドイツ在住）が亡くなり、しかし当時のドイツの反ユダヤ主義の風潮のために帰国出来なかったことが原因で落ち込んだ彼女のために、茶色の紙袋にこの作品を書いた。シュワルツコップの母の死からしばらくして、彼女の家族の友達が詩をはがきに印刷して、人々に送った。これが人々に『人伝いで』広まった最初の原因だと思われる。メアリー・フライは友や人々の癒し・追悼のためにこの詩を書き、著作権にこだわることのなかったため、人々は自分の文体や言葉で表現でき、出版などで流通する作品より広く知れ渡ることになったと思われる。この他、ネイティブ・アメリカンのことば、伝統的な民話、他の作家の作品など、様々な説があり、作品も言葉遣いが微妙に違うバージョンが存在する。
1998年、 アメリカの新聞コラムニスト、アビゲイル・ヴァン・ビューレン（Abigail Van Buren, 通称 Jeanne Phillips）が起源についての調査を行い、 コラム "Dear Abby" に書いたことにより明らかになった。2000年5月10日、CBC がTV、ラジオでこの詩に、多数のバージョンがあることを紹介した（番組名："Poetic Journey"）。アメリカ合衆国では、アメリカ同時多発テロ事件で父親を亡くした11歳の少女が、1年後の追悼式で朗読したことで話題になった。
この詩を日本に紹介したのはデーブ・スペクターである。1985年坂本九の葬儀委員長を務めていた永六輔のもとに、良い詩があるからとこの詩を持ち込んできたのがデーブ・スペクターであり、永六輔はその詩を葬式で朗読した。2006年11月福山雅治がライブ「PHOTO STAGE」で、アメリカ同時多発テロの写真を上映しつつ、新井満による訳詞を朗読している。

## 詩
（いずれも題名は無い）
（a） Mary Frye によりオリジナル・バージョンだと確認されたと言われる詩
Do not stand at my grave and weep,

I am not there, I do not sleep.

I am in a thousand winds that blow,

I am the softly falling snow.

I am the gentle showers of rain,

I am the fields of ripening grain.

I am in the morning hush,

I am in the graceful rush

Of beautiful birds in circling flight,

I am the starshine of the night.

I am in the flowers that bloom,

I am in a quiet room.

I am in the birds that sing,

I am in each lovely thing.

Do not stand at my grave and cry,

I am not there. I do not die.
（b） Margaret Schwarzkopf の両親の友達が、葉書に印刷した詩（大幅なアレンジが加えられている）
Do not stand at my grave and weep

I am not there; I do not sleep.

I am a thousand winds that blow,

I am the diamond glints on snow,

I am the sun on ripened grain,

I am the gentle autumn rain.

When you awaken in the morning's hush

I am the swift uplifting rush

Of quiet birds in circled flight.

I am the soft stars that shine at night.

Do not stand at my grave and cry,

I am not there; I did not die.
（c） Mary Frye が死んだ時に、British Times の死亡記事（2004年9月）に載せられたバージョン（9行目と10行目が異なる）
Do not stand at my grave and weep

I am not there; I do not sleep.

I am a thousand winds that blow,

I am the diamond glints on snow,

I am the sun on ripened grain,

I am the gentle autumn rain.

When you awaken in the morning's hush

I am the swift uplifting rush

Of quiet birds in circling flight.

I am the soft starlight at night.

Do not stand at my grave and cry,

I am not there; I did not die.

## 日本語訳
（b） の日本語訳の例
わたしのお墓に佇み泣かないでください

わたしはそこにはいません、わたしは眠りません

わたしはふきわたる千の風

わたしは雪上のダイヤモンドのきらめき

わたしは豊穣の穀物にそそぐ陽光

わたしはおだやかな秋雨

あなたが朝の静けさの中で目覚めるとき

わたしは翔け昇る上昇気流となって

弧を描いて飛ぶ静かな鳥たちとともにいます

わたしは夜に輝くやさしい星々

わたしのお墓に佇み嘆かないでください

わたしはそこにはいません、わたしは死ななかったのです
出版されているもの
- 『1000の風―あとに残された人へ』南風椎
- 『千の風になって』新井満
- 『千の風』塩谷靖子

このほかにも様々な日本語訳が存在する。

## 派生作品
音楽
- "Prayer" Lizzie West (アルバム "Holy Road: Freedom Songs")
- "Do Not Stand at My Grave and Weep" キャサリン・ジェンキンス (アルバム "Living A Dream")
- "Do not stand at my grave and weep"（邦題：『いつもあなたのそばにいるから』） リベラ (アルバム "free")
- 『千の風になって』新井満

この詩を新井満が日本語に訳し、曲をつけたもの。2001年製作。第57回NHK紅白歌合戦ではテノール歌手・秋川雅史がこの歌を熱唱し多くの人々に感動を与えた。その後問い合わせが殺到、2007年1月22日付のオリコン総合チャートで1位を獲得した。詳しくは千の風になって (秋川雅史のシングル)を参照。
- 『千の風』塩谷靖子

この詩を塩谷靖子が日本語に訳し、曲をつけたもの。
アンサーソング
- 『万の土になった〜お墓参りに行こう〜』王様

『千の風になって』のアンサーソング。アルバム『くりそつ伝説』に収録。